# يوليا بابيلون
يوليا بابيلون (بالألمانية: Julia Babilon) مواليد 14 يوليو 1984 في دوسلدورف، ألمانيا الغربية، هي لاعبة كرة مضرب ألمانية بدأت مسيرتها كمحترفة سنة 2000 تلعب باليد اليمنى. أعلى تصنيف لها في الفردي كان المركز الـ 357 في سنة 2005.

## روابط خارجية
- يوليا بابيلون على موقع رابطة محترفات التنس (الإنجليزية)
- يوليا بابيلون على موقع الاتحاد الدولي لكرة المضرب (الإنجليزية)